# Cyanoramphus novaezelandiae cyanurus
Il parrocchetto delle Kermadec (Cyanoramphus novaezelandiae cyanurus Salvadori, 1891) è un pappagallo endemico delle Isole Kermadec, un gruppo di isole dell'Oceano Pacifico sud-occidentale appartenente alla Nuova Zelanda.
È una sottospecie del parrocchetto fronterossa, ma talvolta viene considerato una specie a parte. Costituisce anche il primo esempio documentato di pappagallo che ha ricolonizzato un'isola dopo l'allontanamento dei predatori introdotti.

## Descrizione
Il parrocchetto delle Kermadec è un volatile di medie dimensioni quasi completamente verde e con la fronte e una striscia sugli occhi di colore cremisi. Lungo circa 29 cm e con un peso di 80-90 g, è molto più grande della sottospecie nominale, rispetto alla quale presenta anche un piumaggio più bluastro.

## Distribuzione
Questo parrocchetto vive sulle Kermadec, un gruppo di isole situato 1000 km a NNE dell'Isola del Nord della Nuova Zelanda e 900 km a SSO di 'Ata, un'isola delle Tonga. Tuttavia, scomparve dall'isola principale del gruppo, Raoul (30 km²), nel 1836, in seguito all'introduzione da parte dell'uomo di capre, gatti, ratti neri e ratti polinesiani. Ne rimasero solo 50 coppie sulle vicine isolette Herald, distanti 2–4 km, e 10.000 coppie su Macauley (3 km²), 100 km a sud.
Per 172 anni nessun parrocchetto nidificò più su Raoul, sebbene l'isola venisse ogni tanto raggiunta da qualche esemplare vagante. Dopo l'allontanamento dall'isola delle capre (1986), dei ratti (2004) e dei gatti (2006), nel 2008 varie coppie, provenienti probabilmente dalle isolette Herald, sono finalmente tornate a nidificare sull'isola.

## Biologia
Al di fuori della stagione riproduttiva i parrocchetti delle Kermadec vengono generalmente avvistati in coppie o in piccoli gruppi. Talvolta si radunano in stormi, ma alcune coppie rimangono da sole per tutto l'anno. Si nutrono al suolo o nei pressi di esso, radunandosi presso le fonti d'acqua per bere e fare il bagno. Occasionalmente gli stormi volano fino alle isole vicine in cerca di cibo.